# Ambarapura, Chiknayakanhalli
Ambarapura là một làng thuộc tehsil Chiknayakanhalli, huyện Tumkur, bang Karnataka, Ấn Độ.